# ヒッチコック・マガジン
『ヒッチコック・マガジン』は、日本の月刊ミステリ小説誌、娯楽雑誌。1959年6月22日に創刊号（8月号）が発売された。発行は宝石社。アメリカ合衆国のH.S.D.パプリケーションズ発行の『Alfred Hitchcock's Mystery Magazine』と版権契約を結んでおり、同誌の日本版という位置づけだった。小林信彦が「中原弓彦」の筆名で編集長を務めた雑誌として知られ、映画やジャズの批評、コラム、ショートショート、座談会、イラストなどが充実していたことから、『平凡パンチ』（1964年創刊）や『話の特集』（1965年創刊）などに大きな影響を与えた。1963年7月号をもって廃刊。

## 概要・沿革
1958年晩秋、江戸川乱歩は失業中の小林信彦を池袋の自宅に招いた。話をする中で、推理小説誌『宝石』で翻訳ミステリの書評をすること、毎月1万円の謝礼で1959年1月から宝石社の編集コンサルタントをすることなどが決まった。
その頃『宝石』は、アメリカ合衆国のH.S.D.パプリケーションズ発行の『Alfred Hitchcock's Mystery Magazine』と契約して、毎月3、4編の小説を「ヒッチコックの頁」として掲載していた。作品の選定は田中潤司が行っていた。これに目を付けたのが朝日新聞社だった。『週刊朝日』の別冊として『Alfred Hitchcock's Mystery Magazine』とまるごと契約したいと版権事務所のタトル商会に申し出た。宝石社は好評だった「ヒッチコックの頁」を他社に譲るか、新たに版権契約を結び、日本版として独立させるかの岐路に立たされた。出版好きの乱歩は東京創元社の厚木淳や田中潤司に新雑誌の編集をやらないかと打診するが、いずれも断られた。1月末、乱歩は小林に編集長を命じた。同年2月5日、タトル商会で翻訳権の話し合いが行われ、月額10万円の予定が6万3千円で交渉が成立した。
小林は弟の小林泰彦に挿絵を依頼。泰彦は依頼を引き受け、この頃一般的でなかった「イラストレーション」という用語を使うことを提案した。レイアウトは祖慶良順の「ジュン・デザイン工房」が担当した。小林は「中原弓彦」という筆名をこのときから使った。
同年6月22日、創刊号（8月号）が発売。定価は100円だった。
同年半ば、新外映で買い付けを担当していた秦早穂子がフランスから帰国。9月号から小林と秦とゲストの3人による座談会の連載が始まった。主要作品が日本で一般公開されていなかった時期に秦はいち早くヌーヴェルヴァーグを紹介。8月22日発売の10月号でこの新しい潮流を次のように解説した。
11月号の座談会では、イタリアでちょうど撮影中だったルネ・クレマン監督の新作が「パトリシア・ハイスミスの『太陽のただ中』」という言葉で語られ、12月号で秦、荻昌弘、小林の3人は、日本で一般公開されたばかりの『いとこ同志』を激賞した。こうした先端的な記事が毎号載っていたにもかかわらず、雑誌はなかなか売れなかった。大手紙からも酷評された。
一方で熱烈に支持する10代、20代の読者がいた。ファンクラブが結成されると、ひとまず銀座で「アルフレッド・ヒッチコックス・ミステリ・マガジン」日本支部としての第1回の会合が行われ、淀川長治が支部長に就いた。創刊から1年も経たないあいだに兵庫県や山口県はじめ、地方でファンクラブが生まれた。東京近郊の読者は毎月、西銀座のシュガー・ボールに集まり、都筑道夫、星新一、大藪春彦、永六輔、前田武彦などをゲストに招いた。永と前田がパーソナリティを務めるラジオ番組『昨日のつづき』の友の会とも交流があり、相模湖で合同ハイキングを開いたり、1960年12月18日には合同クリスマス・パーティーを開いたりした。
1960年8月号が完売。そして拳銃特集を組んだ同年9月号が大きく当たり、以後、拳銃の特集または記事が続く。表紙も銃器の写真がメインになった。1961年には「GUNのすべて」と題した5月増刊号が通常号とは別に発売された。
小林が力を入れたものの一つにショートショートがあった。1960年1月号に「新作ショート・ショート三人集」と題する巻頭特集が組まれ、江戸川乱歩の「指」、城昌幸の「エクトプラズム」、星新一の「年賀の客」が掲載された。星は同年8月号～11月号に「雨」「その子を殺すな！」「信用ある製品」「食事前の授業」を寄稿。この4編と『宝石』9月号、11月号に掲載された「弱点」「生活維持省」の計6編の作品で、第44回直木賞（1960年下半期）の候補となった。星のほかには、結城昌治、山川方夫、都筑道夫、樹下太郎、河野典生、谷川俊太郎、やなせたかし、眉村卓らがショートショートを執筆した。
1963年1月31日、小林は宝石社を退社。3月号をもって編集長を下りた。4月号から萩原津年武が編集を担当。7月号で廃刊となった。
小林は晶文社から1974年6月に『東京のロビンソン・クルーソー』を、1976年10月に『東京のドン・キホーテ』を刊行。当雑誌に小林が書いた文章や座談会などが多数転載された。前者には、安保闘争のルポルタージュ「黒いデモ隊」、新婚旅行で訪れた瀬戸内海の生口島の旅行記「珍日本三景／その3 潮声山耕三寺」、パロディ「古典の現代語訳―『シャーロック・ホームズ』を現代語に訳したら」などが掲載され、後者には小林が関わった全編集後記やアルフレッド・ヒッチコック夫妻を囲む座談会などが掲載された。

## ギャラリー

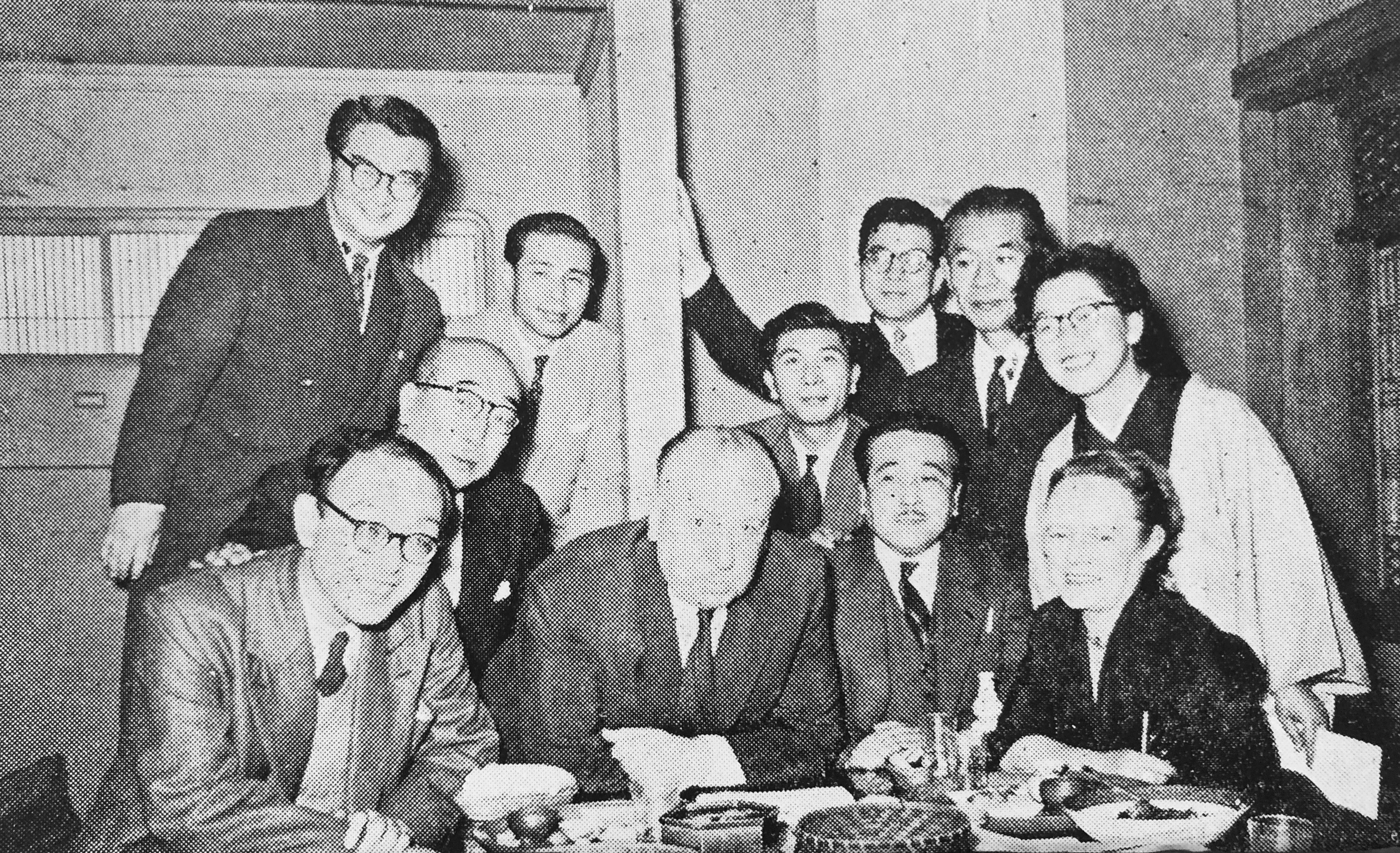
1959年8月号。アルフレッド・ヒッチコック、江戸川乱歩、淀川長治、双葉十三郎、植草甚一（写真は1955年ヒッチコック来日時撮影）
1959年8月号。編集後記、奥付、広告。
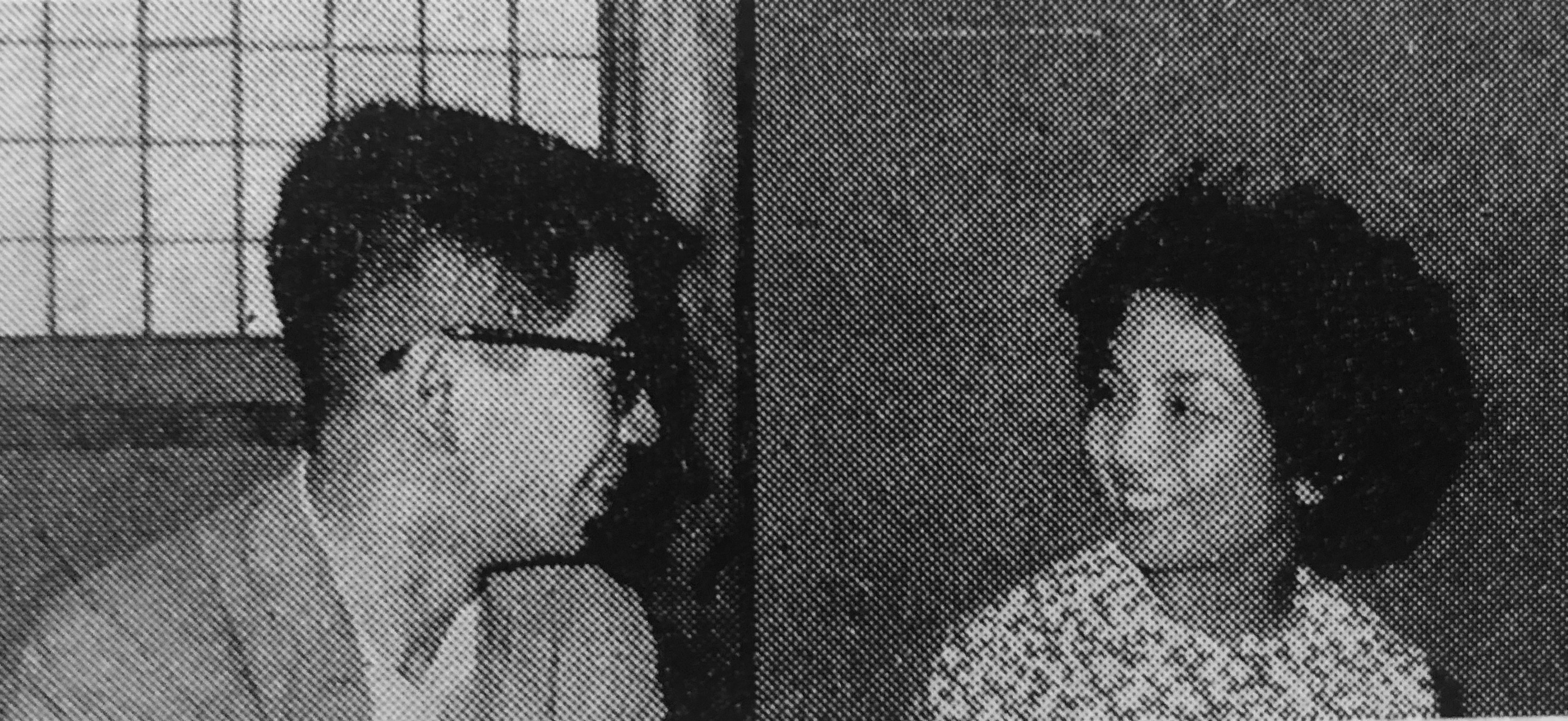
1959年9月号。中原弓彦（現・小林信彦）、秦早穂子
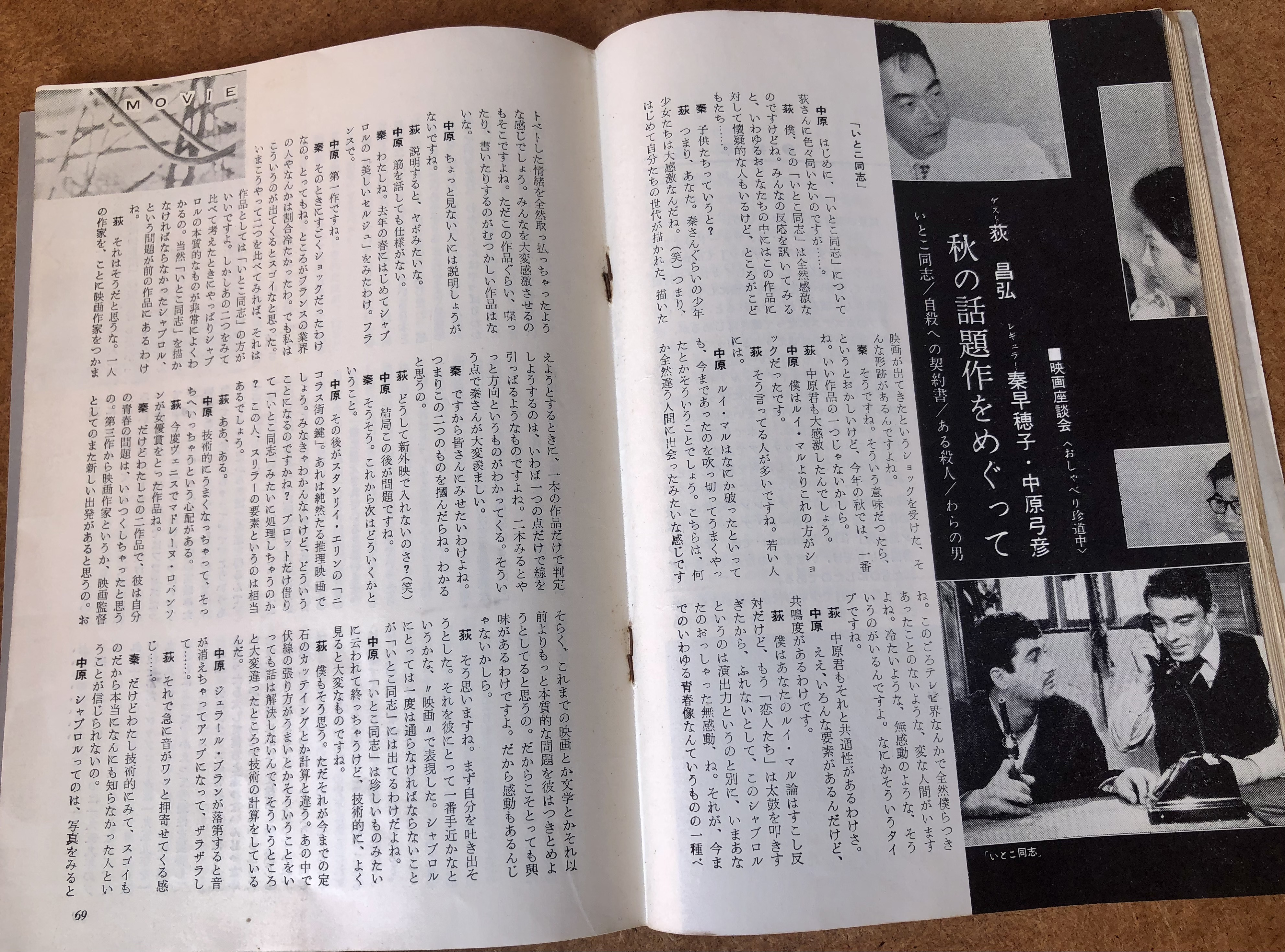
1959年12月号。秦早穂子、荻昌弘、中原の鼎談。
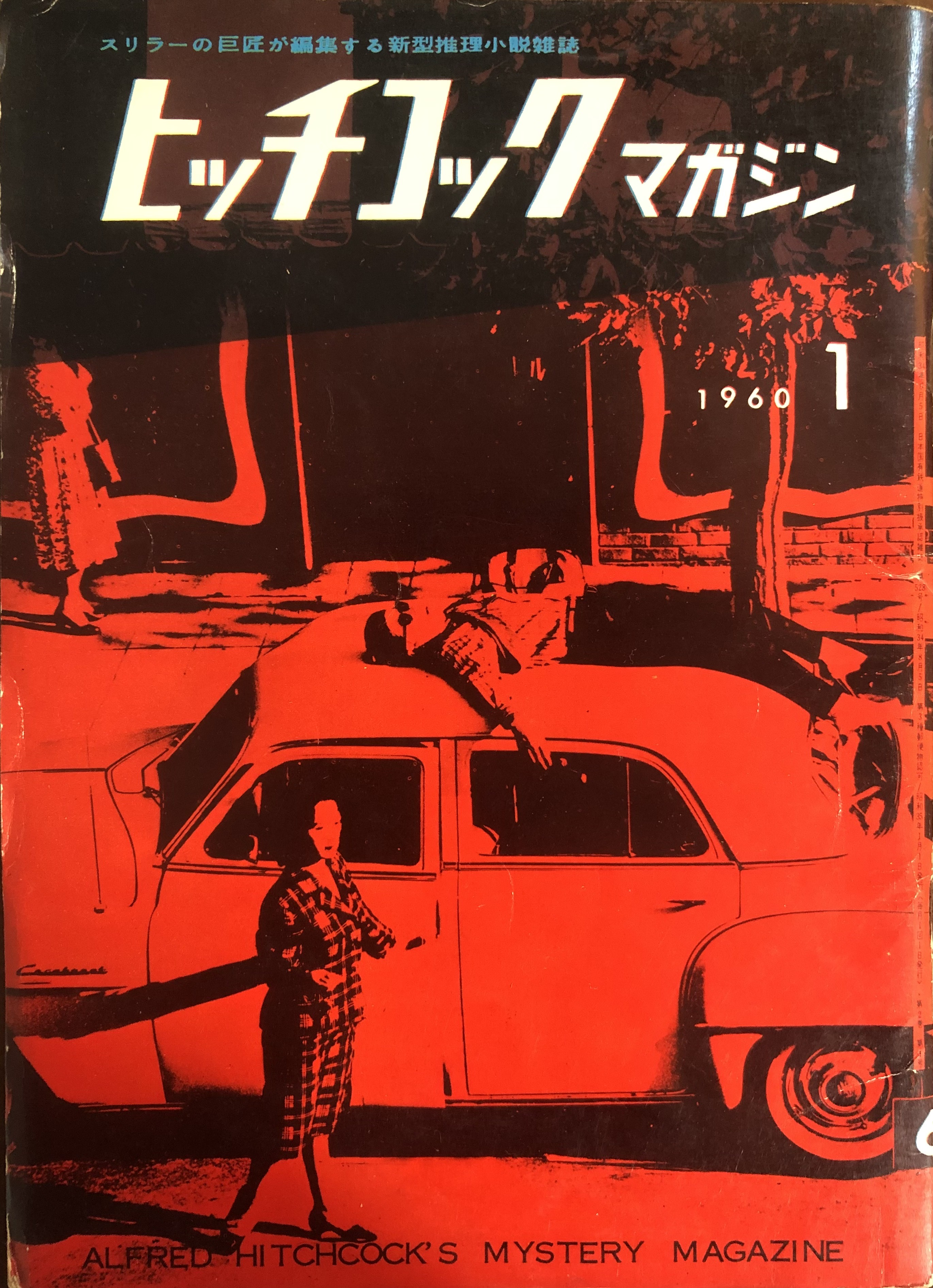
1960年1月号。表紙のモデルは阿木由起夫（野坂昭如）、宇野麻紀子。
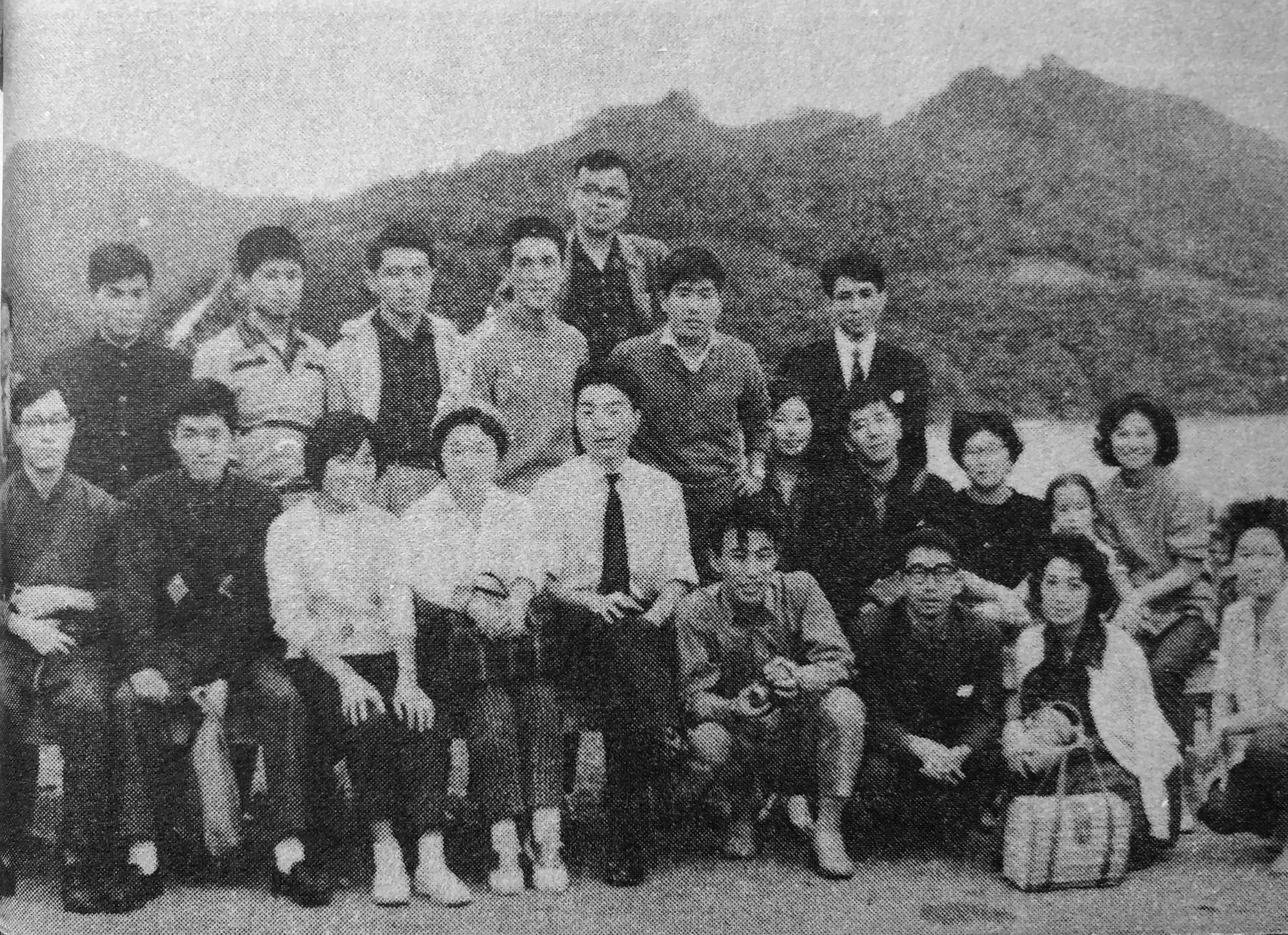
1960年12月号。当誌ファンクラブと『昨日のつづき』友の会の合同ハイキングの写真。
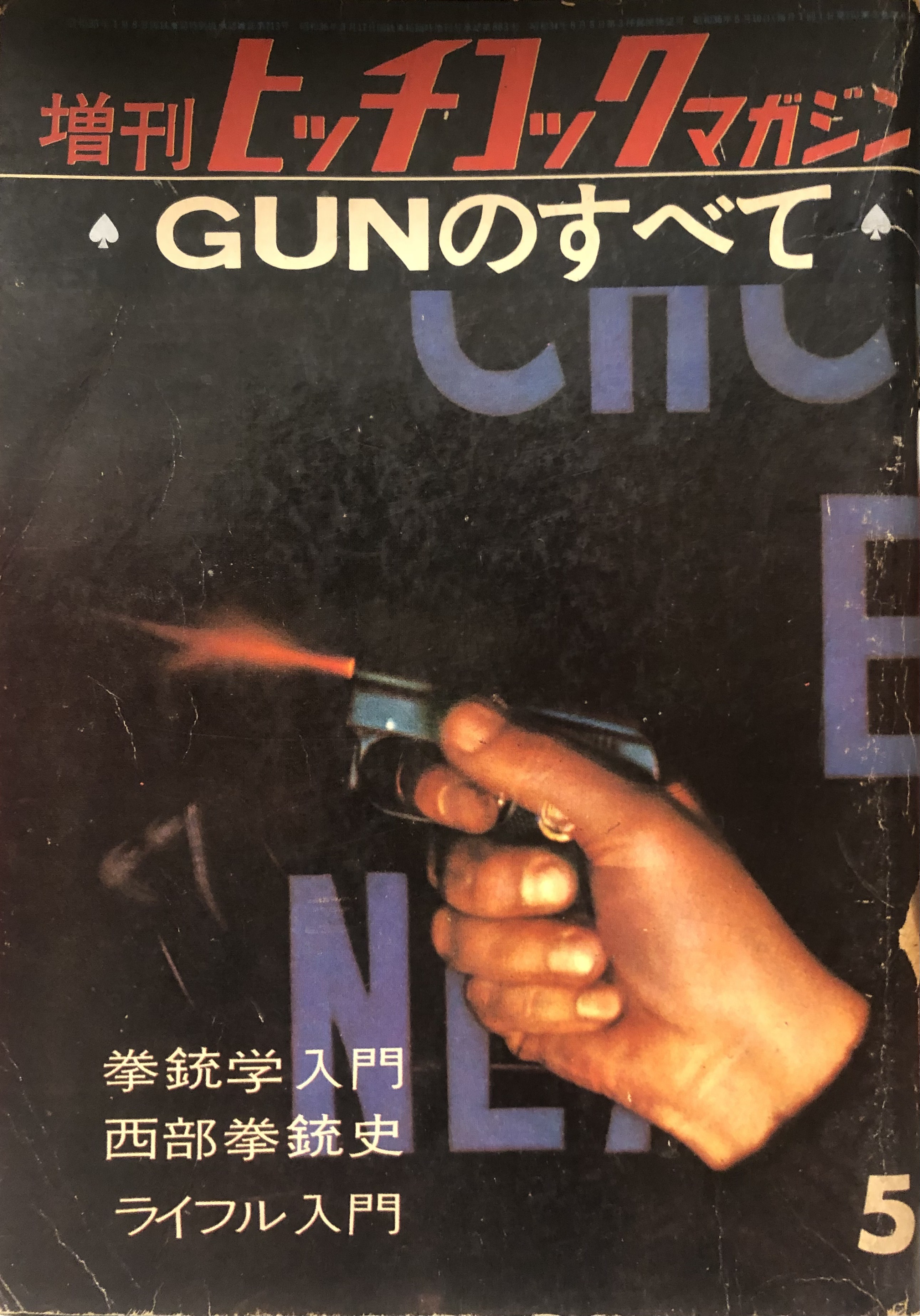
1961年5月増刊号。通常号とは別で発売された。